# Axelstorp
Axelstorp is een plaats in de gemeente Båstad in het Zweedse landschap Skåne en de provincie Skåne län. De plaats heeft 55 inwoners (2005) en een oppervlakte van 17 hectare. Axelstorp wordt omringd door zowel landbouwgrond als bos en ligt in de Hallandsåsen. De bebouwing in de plaats bestaat vrijwel geheel uit (vrijstaande) huizen. De plaats Båstad ligt zo'n drie kilometer ten noorden van het dorp.
Båstad · Förslöv · Torekov · Grevie · Östra Karup · Västra Karup · Rammsjöstrand · Eskilstorp en Hemmeslövs gård · Kattvik · Killebäckstorp · Axelstorp